# Goździk alpejski
Goździk alpejski (Dianthus alpinus L.) – gatunek rośliny z rodziny goździkowatych (Caryophyllaceae Juss.). Występuje endemicznie w północno-wschodniej części Alp. Uprawiany jest w ogrodach skalnych.

## Morfologia

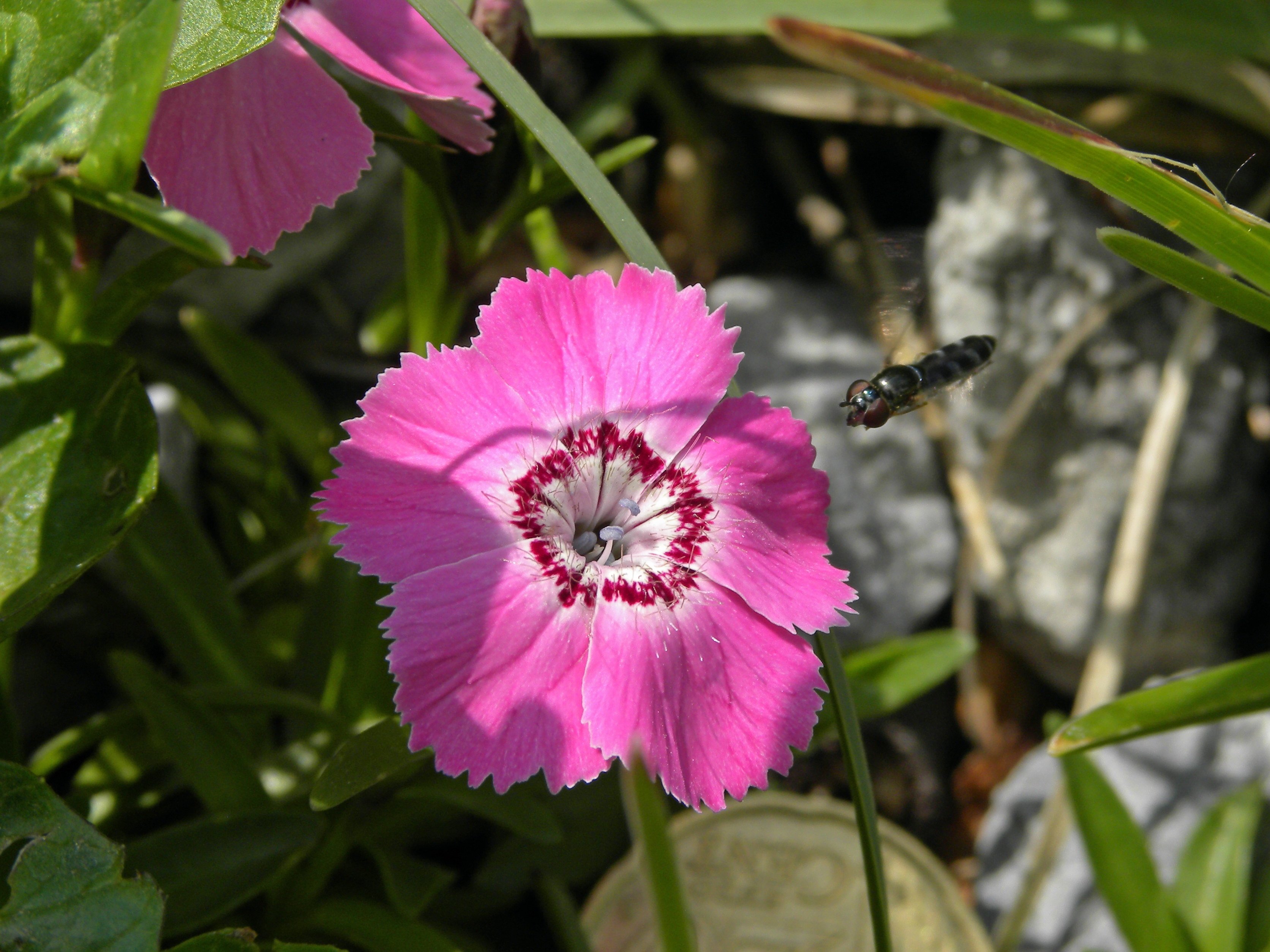
Kwiat

PokrójBylina dorastająca do 5–20 cm wysokości. Tworzy luźne, płaskie poduszki.
LiścieCiemnozielone, błyszczące, całobrzegie. Mają do 3,5 cm długości i 2–5 mm szerokości. Zebrane są zazwyczaj w odziomkową rozetę. W czasie kwitnienia wyrastają łodygi, na których liście pojawiają się naprzeciwlegle, mniejsze od liści odziomkowych.
KwiatyPojedyncze, rozwijające się na szczytach pędów. Kielich ma prawie 2 cm długości. Bywa otoczony dwoma lub czterema łuskami podkielichowymi z wyciągniętymi końcami. Płatki są szerokie z drobno ząbkowanymi brzegami, tworzą koronę o średnicy do 2–3 cm. Płatki mają różową barwę, u nasady są purpurowe z białymi kropkami.
OwoceTorebka otwierająca się czterema ząbkami.
Gatunki podobnePodobny jest goździk zaniedbany (Dianthus pavonius), lecz jego kwiaty nie mają białych plamek, a płatki od spodu mają żółtawozieloną barwę. Występuje na piargach i murawach w południowej i zachodniej części Alp. Ponadto liście mają równowąski kształt, który przypominają liście trawy.

## Biologia i ekologia
Kwitnie od czerwca do września. Występuje na skalistych zboczach, luźnych kamienistych murawach i halach oraz czasem wśród kosodrzewiny. Preferuje wapienne podłoże. Występuje na wysokości od 1800 do 2400 m n.p.m., lecz czasem spotykany jest również w niższych partiach gór. Rośliny są dość krótkowieczne.
Gatunek ten znajduje się pod ochroną w krajach alpejskich.

## Uprawa
Dobrze rozmnaża się z nasion. Wymaga miejsc osłoniętych, wrażliwy jest na silne nasłonecznienie. Zimą szkodzi mu duża wilgotność. Najlepiej rośnie na glebie przepuszczalnej, gliniasto-piaszczystej i wilgotnej w okresie wegetacyjnym. Najlepiej prezentuje się rosnąc między kamieniami i w szczelinach skalnych.